# Carquois (contre-torpilleur)
Pour les articles homonymes, voir Carquois.
Le Carquois est l’un des treize contre-torpilleurs de classe Claymore construits pour la marine française dans la première décennie du XXe siècle.

## Carrière
Le Carquois est commandé le 5 juillet 1904 et mis en chantier à l’Arsenal de Rochefort cinq jours plus tard. Le navire a été lancé le 26 juin 1907 et a été affecté à l’escadre de la Méditerranée après son achèvement en août 1908. Il est resté avec cette unité après qu’elle ait été rebaptisée 3e Escadre, jusqu’à ce qu’il soit transféré à la 2e Escadre à Brest en septembre 1911. Le Carquois est affecté à la 1ère escadrille de torpilleurs lorsque la 2e escadrille est réorganisée et rebaptisée 2e escadre légère en novembre.
Lorsque la Première Guerre mondiale éclate en août 1914, le Carquois est toujours affecté à la 1ère flottille de contre-torpilleurs à Brest et reste avec cette unité jusqu’en 1915. L’année suivante, il est transféré à la flottille de la mer du Nord, basée à Dunkerque. Le 24 mai 1916, son navire jumeau Obusier heurta une mine et fut désemparé. Le Carquois suivit son sister-ship dans le champ de mines pour lui porter assistance et le remorqua jusqu’au port. Le Carquois resta avec la flottille jusqu’à la fin de la guerre. Il sert dans la 3e escadrille d’avisos de la 3e région maritime de 1919 au 23 octobre 1926, date à laquelle il est désarmé. Le navire a été mis en vente comme patrouilleur (sans succès) de 1926 à 1929, mais il n’a été rayé du registre naval que le 29 novembre 1930 et condamné deux jours plus tard. Il a été vendu à la ferraille le 9 juillet 1931,.